# 杉浦隆
杉浦 隆（すぎうら たかし、1967年1月16日 - ）は、NHKの元アナウンサー。

## 人物
- 神奈川県立横浜翠嵐高等学校を経て東京外国語大学卒業後、1989年入局。趣味は落語とドイツ語。2022年7月30日付でNHKを退職した。

## 過去の担当番組
- お好みワイドひろしま（17時台 1999年4月 - 2000年3月）
- スタジオパークからこんにちは（2003年11月29日）
- 生活ほっとモーニング 「これは簡単！手作りキムチで冬を元気に」
- 思い出の名演奏－プレートル指揮 パリ・オペラ座管弦楽団演奏会　－
- 特集 ショパン生誕200年「“練習曲集 作品10”から」
- あなたが選ぶ ドナウ川絶景30（語り）
- サンデークラシックワイド－特選アラカルト－
- FMシアター
- 福井県のニュース
- 福井放送局アナウンス副部長
- 福井ニュース845・645（不定期）
- おはよう福井（不定期）
- LIVE610（編集責任者）
- 福井放送局制作番組の編集責任者
- 東海3県・東海北陸地方のニュース
- ニュース845 （不定期）
- ニュース645 （不定期）
- 東海北陸フレッシュ便 さらさらサラダ（編集責任者・さやか結の代理として出演）
- ウィークエンド中部（編集責任者・「ういちゅ〜川柳」の川柳作品の朗読）
- 名古屋放送局アナウンス専任部長
- 名古屋放送局制作番組の編集責任者
- 福井県のニュース（勤務経験のある福井放送局の応援要員・2022年7月20日、7月21日）

## エピソード
- アナウンス担当副部長を務めた福井局で迎えた新人アナウンサーに同じ苗字の杉浦友紀がいた。教育係でもあった杉浦は、その為に彼女の存在を分かりやすくするために互いの名前で呼び会うことを上層部と相談の上で決めたという。また、分かりやすくするために定時ニュースを読む場合も極力フルネームを名乗るようにしていたが、それが定着し、現在でもフルネームを名乗ることが多い。